# 李亚伟
李亚伟（1963年—），出生于重庆市酉阳县，中国现代诗人。
李亚伟1982年开始创作诗歌。1984年与万夏等人创立了“莽汉”诗歌流派。成名作有《中文系》等，诗作被编入《后朦胧诗全集》（1993）。

## 主要作品
- 《中文系》